# ایگنالینا
ایگنالینا (به لاتین: Ignalina) در لیتوانی با جمعیت ۶٬۵۹۱ نفر است که در شهرستان اوتنا واقع شده‌است.